# Поцілуй мене, Кет (фільм)
«Поцілуй мене, Кет» (англ. «Kiss Me Kate») — американський мюзикл 1953 року режисера Джорджа Сідні. У головних ролях — Кетрін Ґрейсон, Говард Кіл та Енн Міллер.

## Сюжет
У своїй квартирі в Нью-Йорку Фред Грехем обмірковує із Коулом Портером, як би їм залучити до нової постановки Шекспіра «Поцілуй мене, Кет» колишню дружину Фреда, Лілі Ванессі. Незабаром до них приєднується власне Лілі і погоджується подумати про роль Кет. Та ось на порозі з'являється нова подружка Фреда Луї Лейн, яка бажає отримати роль Б'янки. Її ж партнер по танцях в цей час підписує боргове зобов'язання на кругленьку суму іменем Фреда.
У день прем'єри у гримерці на Грехема чекають двоє гангстерів. Актор відкидає свою участь у підписанні договору. Хлопці йдуть, але обіцяють повернутись. Лілі отримує букет квітів і вважає, що їх послав Фред. Але вийшло невеличке непорозуміння…

## У ролях
- Кетрін Ґрейсон — Лілі Ванессі «Кетрін»
- Говард Кіл — Фред Грехем «Петруччо»
- Енн Міллер — Луї Лейн «Б'янка»
- Кінен Вінн — Ліппі
- Боббі Ван — «Ґреміо»
- Томмі Ролл — Білл Колхаун «Люцентіо»
- Джеймс Вітмор — Слуг
- Курт Казнар — Баптіста
- Боб Фоссі — «Гортензіо»
- Рон Ренделл — Коул Портер
- Віллард Паркер — Текс Келлевей
- Дейв О'Браєн — Ральф